# María del Mar Blanco
María del Mar Blanco Garrido (Ermua, 29 marzo 1974) è una politica spagnola, membro del Partito Popolare, deputata al Congresso dei Deputati per la circoscrizione di Madrid.

## Biografia
Sorella di Miguel Ángel Blanco, consigliere del Partito Popolare assassinato dall'ETA nel 1997, attualmente è presidente della Fondazione Vittime del terrorismo, della Fondazione Miguel Ángel Blanco e membro del comitato esecutivo nazionale del PP. È stata deputata al Parlamento basco tra il 2009 e il 2012.

## Professione
Ha una laurea in turismo.

## Carriera politica
È membro del Parlamento basco dal 2009 al 2012. È membro del Comitato esecutivo nazionale del Partito Popolare e presidente della Fondazione per le vittime del terrorismo.
Si trova in quattordicesima posizione nella lista del Partito Popolare nella circoscrizione di Madrid per le elezioni del 20 dicembre 2015. Durante il sondaggio, il partito ha vinto solo tredici seggi e María del Mar Blanco ha appena mancato l'ingresso al Congresso dei Deputati. Tuttavia, nelle elezioni anticipate del 26 giugno 2016, la lista ha vinto quindici seggi ed è stata quindi eletta membro del collegio elettorale di Madrid proprio come Francisco Martínez Vázquez si è piazzato in quindicesima posizione.